# Spelaeornis
Spelaeornis és un gènere d'ocells de la família dels timàlids (Timaliidae) i l'ordre dels passeriformes.

## Taxonomia
Segons la classificació del Congrés Ornitològic Internacional (versió 11.1, 2021) aquest gènere està format per 8 espècies
- Spelaeornis caudatus - timàlia caragolet gorja-rogenca.
- Spelaeornis badeigularis - timàlia caragolet dels Mishmi.
- Spelaeornis troglodytoides - timàlia caragolet alabarrada.
- Spelaeornis kinneari - timàlia gorjaclara.
- Spelaeornis chocolatinus - timàlia caragolet xocolata.
- Spelaeornis oatesi - timàlia caragolet d'Oates.
- Spelaeornis longicaudatus - timàlia caragolet de pit lleonat.
- Spelaeornis reptatus - timàlia caragolet ventregrisa.